# Santa María Tavehua
Santa María Tavehua är en ort i Mexiko.   Den ligger i kommunen San Andrés Solaga och delstaten Oaxaca, i den sydöstra delen av landet, 400 km sydost om huvudstaden Mexico City. Santa María Tavehua ligger 1 477 meter över havet och antalet invånare är 216.
Terrängen runt Santa María Tavehua är bergig åt nordväst, men åt sydost är den kuperad. Terrängen runt Santa María Tavehua sluttar österut. Runt Santa María Tavehua är det ganska glesbefolkat, med 29 invånare per kvadratkilometer. Närmaste större samhälle är San Ildefonso Villa Alta, 13,1 km nordost om Santa María Tavehua. I omgivningarna runt Santa María Tavehua växer huvudsakligen savannskog.